# دواين أندرسون
دواين أندرسون (بالإنجليزية: Dwayne Anderson)‏ مواليد 22 يونيو 1986 في واشنطن العاصمة، هو مدرب كرة سلة أمريكي ولاعب سابق. بدأ مسيرته الاحترافية في سنة 2009. يبلغ طوله 6 قدم 6 بوصة (2.0 م). اعتزل اللعب في 2013. لعب مع بي جي غوتنغن وبياتشنزا.

## روابط خارجية
- دواين أندرسون على موقع الدوري الأوروبي لكرة السلة (الإنجليزية)
- دواين أندرسون على موقع كرة السلة الأوروبية.كوم (الإنجليزية)
- دواين أندرسون على موقع كلية كرة السلة في سبورتس رفرنس.كوم (الإنجليزية)
- دواين أندرسون على موقع ريلجم (الإنجليزية)
- دواين أندرسون على موقع بروبوليرز (الإنجليزية)
- دواين أندرسون على موقع سبورتس رفرنس (الإنجليزية)